# Panair do Brasil
La Panair do Brasil S.A. era una compagnia aerea brasiliana; tra il 1945 e il 1965 è stato il più grande vettore aereo di tutta l'America Latina.

## Storia

### NYRBA do Brasil (1929-1930)
La Panair do Brasil iniziò ad operare il 22 ottobre 1929, come NYRBA do Brasil SA, società brasiliana controllata dalla NYRBA, Inc.(New York, Rio, and Buenos Aires Line) precursore della Pan American World Airways.
Entrambe le compagnie aeree erano state fondate da Ralph Ambrogio O'Neill per il trasporto di posta e passeggeri e utilizzavano degli idrovolanti tra Stati Uniti, Brasile e Argentina, volando sulla costa orientale del continente.
La NYRBA do Brasil fu una risposta americana per entrare in concorrenza con l'analogo servizio che era stato iniziato dai tedeschi dal 1927.
A partire da quell'anno il Condor Syndikat e successivamente il suo successore Deutsche Luft Hansa, erano entrati nel mercato brasiliano del trasporto postale e passeggeri stabilendovi una controllata, il Syndicato Condor (In Lingua portoghese) e ponendo le basi, in seguito, per la fondazione della compagnia aerea brasiliana Varig.
Inizialmente, O'Neill aveva cercato di acquistare la ETA - Empresa de Transporte Aéreo, una compagnia aerea brasiliana che sosteneva di avere le concessioni esclusive per volare in Brasile. La legalità del contratto di compravendita fu messo in discussione e l'operazione fu interrotta. O'Neill decise allora di creare una sua propria filiale brasiliana, che avrebbe operato in partnership con la NYRBA nordamericana.
A quel tempo, se una compagnia aerea straniera voleva operare in territorio brasiliano doveva creare una filiale. Questo permetteva una leale concorrenza tra i vettori nazionali ed esteri. Consigliato dai politici, O'Neill fondò allora la NYRBA do Brasil. La creazione di questa filiale fu autorizzata il 15 ottobre 1929 e il 24 gennaio 1930 le operazioni furono autorizzate su tutto il territorio brasiliano, con possibilità di estensioni verso l'Uruguay, l'Argentina e la Guyana, in attesa di accordi bilaterali. Il primo volo dall'aeroporto Calabouço (che nel 1936 sarebbe stato ufficialmente chiamato Aeroporto Santos Dumont) di Rio de Janeiro verso Buenos Aires con fermate intermedie, ebbe luogo il 23 dicembre 1929 e nel mese di gennaio 1930 cominciarono i voli tra Rio de Janeiro e Fortaleza con fermate intermedie a Campos dos Goytacazes, Vitória, Caravelas, Ilhéus, Salvador, Aracaju, Maceió, Recife e Natal.
Il primo volo tra Buenos Aires e Miami, una joint-venture con NYRBA, si svolse tra il 19 e 25 febbraio 1930.
In questa operazione furono utilizzati ben 8 idrovolanti differenti.
Il 30 aprile 1930 la NYRBA fu venduta alla Pan American e di conseguenza, il 21 novembre 1930 la nuova proprietaria della controllata diede alla NYRBA do Brasil il nuovo nome di Panair do Brasil.

### Espansione nazionale e regionale (1930-1945)
I servizi regolari per viaggiatori iniziarono il 2 marzo 1931, con un volo tra Belém e Rio de Janeiro, un viaggio che durava inizialmente 5 giorni. Questo servizio fu successivamente esteso a Buenos Aires e le operazioni migliorarono al punto che per il nuovo e più lungo tragitto ci vollero gli stessi 5 giorni del precedente, compresi i pernottamenti a Fortaleza, Salvador, Rio de Janeiro e Porto Alegre.
A partire dal 1933 Panair do Brasil, in competizione con Syndicato Condor, istituì dei voli verso l'interno del Brasile. Panair si concentrò sul servizio su acqua utilizzando i fiumi del bacino amazzonico, mentre la Condor si era concentrata sulle rotte di terra utilizzando la via del Mato Grosso.
Nel 1937 Panair aprì la propria sede dedicata all'Aeroporto Santos Dumont a Rio de Janeiro, realizzandovi un progetto ispirato agli Seaplane Base Pan e Terminal Building di Miami negli Stati Uniti, non solo per le operazioni passeggeri, ma concentrandovi anche gli uffici e gli hangar.
Il terminal rimase il suo quartier generale fino a quando fu costretta a cessare le sue operazioni nel 1965. Attualmente ospita il terzo comando del Regional Air Force brasiliano.
Nell'ottobre 1937 la Panair ricevette il suo primo aereo da terra, un Lockheed L-10 Electra e di conseguenza iniziarono le operazioni non limitate dall'avere uno specchio d'acqua per l'atterraggio.
Il Lockheed Electra fu utilizzato per i voli verso Belo Horizonte, località nello stato di Minas Gerais per poi raggiungere Goiânia e di nuovo São Paulo.
Negli anni seguenti furono continuamente aperte nuove rotte domestiche al punto che, nel 1940, la compagnia aerea aveva una delle reti domestiche più estese del mondo, che copriva la maggior parte del Brasile tra la costa e l'entroterra e la regione amazzonica.
Con la seconda guerra mondiale, la Panair guadagnò un chiaro vantaggio rispetto al suo principale concorrente, il Condor Syndicato, controllato da capitale tedesco.
Inoltre, dato che il nuovo ministero dell'aria non aveva la capacità o la tecnica per costruire e mantenere i campi di volo, il Governo Federale emanò il decreto legge numero 3.462 del 25 giugno 1941, che autorizzava la Panair a costruire, migliorare e mantenere gli aeroporti di Macapá, Belém, São Luís, Fortaleza, Natal, Recife, Maceió e Salvador, che rimangono operativi anche ai giorni nostri.
Questi aeroporti avevano cruciale importanza strategica nella difesa del Sud Atlantico e nella logistica dei trasporti tra il Brasile e Africa occidentale. L'autorizzazione durò per 20 anni fino al 1961.
La NYRBA do Brasil / Panair do Brasil rimase sotto il pieno controllo della NYRBA / Pan American fino al 1942, quando quest'ultimo vendette una cospicua quantità di titoli ad azionisti brasiliani.
Il 7 dicembre 1943 la partecipazione di Pan American fu ulteriormente ridotta al 58% e lo stesso anno la Panair fu autorizzata a volare in tutti i paesi del Sud America.
La Panair istituì anche, il 2 settembre 1943, il primo volo notturno passeggeri in Brasile: il Rio / Belém con fermate intermedie.

### Espansione intercontinentale (1945-1965)
Poco dopo la fine della seconda guerra mondiale, la Panair colse l'occasione per crescere ulteriormente.
A partire dal 1946, la maggioranza delle sue azioni (il 52%) era nelle mani dei cittadini brasiliani e così fu soddisfatto uno dei requisiti per operare all'estero. (L'ultima parte di azioni nelle mani della Pan Am fu venduta nel 1961).
Il governo brasiliano concesse allora alla Panair il permesso di effettuare servizi verso l'Europa, diventando, a quel tempo, l'unica compagnia aerea brasiliana con una tale concessione.

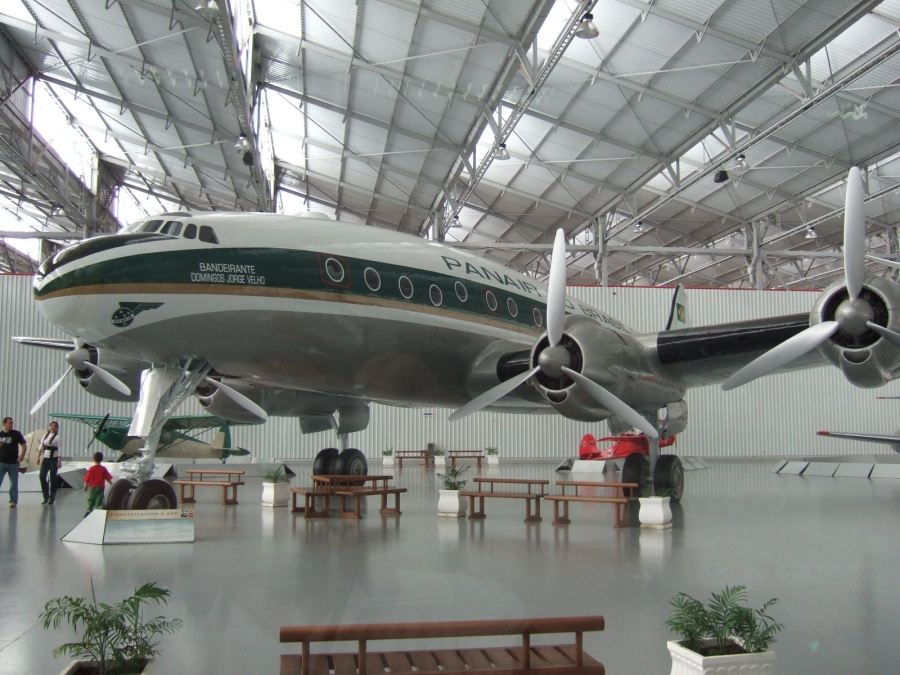
Il Lockheed L-049 Constellation in livrea Panair do Brasil esposto presso il Museu TAM a São Carlos nello stato federato del Brasile di São Paulo.

Nel marzo 1946 la Panair ricevette il suo primo Lockheed L-049 Constellation, diventando la prima compagnia aerea al di fuori degli Stati Uniti ad utilizzare l'aereo.
Il primo volo avvenne il 27 aprile 1946 da Rio de Janeiro verso Recife, Dakar, Lisbona, Parigi e Londra.
La Panair fu anche la prima compagnia aerea internazionale ad atterrare nell'allora appena inaugurato eeroporto di Heathrow di Londra.
Dopo aver ricevuto altri apparecchi, la Panair inaugurò ulteriori voli per Madrid e Roma.
Nel 1947 i servizi furono estesi al Cairo e a Istanbul e nel 1948, a Zurigo e Francoforte.
Lo stesso anno, ebbero inizio i voli per Montevideo e Buenos Aires. Le destinazioni, Santiago del Cile, Lima e Beirut furono aggiunte nel 1950 e Amburgo e Düsseldorf nel 1954.
La compagnia aerea a poco a poco raggiunse uno standard elevato per i suoi servizi alla clientela e per molti anni in Brasile, l'espressione Padrão Panair (standard di qualità Panair) fu sinonimo di eccellenza nel campo dell'aviazione.
Questa eccellenza fu così ben nota all'epoca che anni dopo alcuni dei suoi DC-8-33 apparirono in un certo numero di film, tra cui una co-produzione italo-francese, Copacabana Palace (1962) e anche nelle produzioni francesi La calda amante (1964) e L'uomo di Rio (1964) con Jean-Paul Belmondo.
Nel 1953 la Panair fece un ordine per 4 de Havilland Comet 2 con un'opzione per ulteriori 2 Comet 3.
La Panair fu la seconda compagnia aerea ad effettuare un ordine di queste nuovissime aeromobili a reazione passeggeri, solo dopo alla BOAC. Gli ordini tuttavia furono cancellati a causa dei difetti progettuali dell'aereo che avevano causato un gran numero di incidenti disastrosi.
Nel 1955 i fondi inutilizzati dell'ordine per i Comet furono utilizzati per l'acquisto di 4 Douglas DC-7C, in quel momento l'aereo ideale per il lungo raggio e il primo di essi arrivò nel 1957.
Nel 1961 la Panair acquistò 4 Sud Aviation Caravelle che entrarono in servizio dal 1962 sulle rotte domestiche.
In termini di accordi, tra il 1956 e il 1958 la Panair e la Lóide Aéreo Nacional siglarono un accordo per evitare una dannosa concorrenza, dividendo di fatto il territorio brasiliano in aree di influenza. L'accordo comprendeva anche il leasing di aeromobili. Tra il 30 novembre 1960 e il 1965 la Panair operò con la TAP il cosiddetto Voo da Amizade (in italiano: Il Volo dell'Amicizia), tra São Paulo -Congonhas, Rio de Janeiro-Galeão e Lisbona, con fermate a Recife e Sal, utilizzando un apposito aereo Douglas DC-7C recante i nomi di entrambe le compagnie e numeri di volo ed equipaggi misti delle due compagnie aeree.
Solo i cittadini brasiliani e portoghesi o stranieri con residenza permanente in Brasile o in Portogallo, potevano acquistare i biglietti per questi voli, che erano estremamente popolari a causa delle loro tariffe basse.
Nel 1961 iniziò ad operare il Douglas DC-8-33 Panair sulla rotta per l'Europa.
Tuttavia, nonostante il suo ottimo servizio, la Panair cominciò a risentire della crescente concorrenza di altre compagnie aeree straniere statali.
Per affrontare la situazione, la Panair costituì un pool operativo con le Aerolíneas Argentinas, l'Alitalia e la Lufthansa.
La Panair do Brasil fu costretta a cessare le operazioni improvvisamente, il 10 febbraio 1965, quando il Governo militare brasiliano, che aveva preso il potere l'anno prima, sospese d'autorità la certificazione operativa della Compagnia e assegnò le sue concessioni internazionali alla Varig e quelle domestiche alla Cruzeiro do Sul. Quella stessa notte del 10 febbraio 1965, il Douglas DC-8-33 programmato per operare il volo PB22, con partenza alle 10:30 da Rio de Janeiro- Galeão a Recife, Lisbona, Parigi-Orly e Francoforte fu immediatamente e improvvisamente sostituito da un volo Varig operato con un Boeing 707. Non ci furono cancellazioni di voli. L'operazione inoltre comportò il trasferimento di 3 dei suoi Caravelle e 3 dei suoi Consolidated PBY Catalina alla Cruzeiro do Sul, e di 2 dei suoi DC-8-33 alla Varig. È noto oggi che la Varig e la Cruzeiro erano a conoscenza della imminente decisione del governo e ebbero qualche ora per prepararsi.
La chiusura improvvisa della Panair scosse il Paese.
La vera causa di questa azione clamorosa va ricercata in fattori politici, come la persecuzione del governo militare nei confronti dei banchieri Da Rocha Miranda e Mário Wallace Simonsen, proprietari di Panair, ai quali sia la Panair che la Varig dovevano ingenti somme di denaro e la volontà del nuovo governo militare di favorire esclusivamente la Varig.
Il 16 febbraio, 1965 la Panair fu costretta a dichiarare bancarotta a causa di un debito di 62 milioni di dollari.

### Vicende successive al fallimento forzato (dal 1965 ad oggi)
La controversa decisione di liquidare la Panair così improvvisamente innescò una lunga battaglia legale. Il 14 dicembre 1984, poco successivamente alla caduta del Regime militare, il Tribunale federale brasiliano ammise che la compagnia aerea aveva operato all'interno di regolari parametri tecnici e finanziari quando fu obbligata a chiudere e il Governo federale fu condannato a pagare dei risarcimenti ai suoi ex proprietari e/o eredi.
Il fallimento forzato fu sospeso il 5 maggio 1995, da quel momento la Panair sta cercando di farsi indennizzare dal Ministero della Giustizia.
Solamente il 27 agosto 2009, con un ritardo di ben 44 anni, il Comando Aereo del Ministero brasiliano della Difesa revocò formalmente alla Panair le concessioni per le rotte (i cosiddetti slot).

## Incidenti e altri problemi

### Incidenti con vittime
- il 18 agosto 1941: un Lockheed L-18 Lodestar con codice identificativo PP-PBD si schiantò sulla Serra da Cantareira, catena montuosa situata a nord della città di San Paolo. Morirono 8 delle 13 persone a bordo, fra passeggeri e equipaggio.[3]
- il 28 settembre 1942: un Lockheed L-18 Lodestar con codice identificativo PP-PBG si schiantò in località Pedra Branca, vicino a Santo André. Tutte le 15 persone a bordo morirono.
- il 31 agosto 1944: un Lockheed L-18 Lodestar con codice identificativo PP-PBI si schiantò durante un avvicinamento notturno all'aeroporto di San Paulo-Congonhas. Tutte le 18 persone a bordo morirono.
- il 21 settembre 1944: un Lockheed L-18 Lodestar con codice identificativo PP-PBH si schiantò poco dopo il decollo dall'aeroporto di Salvador da Bahia. Tutte le 17 persone a bordo morirono.
- il 27 settembre 1946: un Douglas DC-3-228D con codice identificativo PP-PCH in volo da Belo Horizonte-Pampulha a Rio de Janeiro-Santos Dumont si schiantò conto una montagna presso Alto Rio Doce. Tutte le 25 persone a bordo morirono.
- il 3 gennaio 1947: un Sikorsky S-43B Baby Clipper con codice identificativo PP-PBN si schiantò a São Paulo de Olivença. Dei 14 occupanti, 11 perirono.
- il 28 luglio 1950: Lockheed L-049 Constellation con codice identificativo PP-PCG in volo da Rio de Janeiro-Santos Dumont a Porto Alegre colpì delle linee elettriche e si schiantò su di una collina dopo essere rimasto senza carburante a causa del cattivo tempo presso São Leopoldo. Tutte le 50 persone a bordo morirono.
- il 28 febbraio 1952: un Douglas DC-3A-393 con codice identificativo PP-PCN in volo da Rio de Janeiro-Santos Dumont a Goiânia via Uberlândia colpì un albero con un'ala durante l'atterraggio a Uberlândia. Delle 31 persone a bordo, 8 perirono.
- il 17 giugno 1953: un Lockheed L-049 Constellation con codice identificativo PP-PDA si schiantò durante l'avvicinamento finale all'aeroporto di São Paulo-Congonhas. Apparentemente a causa della scarsa visibilità dovuta al buio della notte e alla foschia. Tutte le 17 persone a bordo perirono.
- il 16 giugno 1955: un Lockheed L-049/149 Constellation con codice identificativo PP-PDJ in volo dall'aeroporto di Rio de Janeiro - Galeão all'aeroporto di Buenos Aires-Ezeiza via São Paulo e Asunción colpì un albero alto 12 metri durante l'avvicinamento finale per atterrare a Asunción. Una parte dell'ala si ruppe, l'aereo si schiantò e prese fuoco. Delle 24 persone a bordo, 16 perirono.
- il 18 aprile 1956: un Consolidated PBY-5A/6A Catalina con codice identificativo PP-PDB in volo da Belém a Parintins si ruppe in due parti dopo aver colpito un oggetto o relitto sommerso durante le procedure d'ammaraggio. Delle 12 persone a bordo, 3 morirono.
- il 1º novembre 1961: un Douglas DC-7C con codice identificativo PP-PDO in volo tra Lisbona a Rio de Janeiro-Galeão via Ilha do Sal e Recife, durante l'avvicinamento finale a Recife, colpì una collina di 84 metri a 2,7 km di distanza dalla pista di atterraggio e si spezzò. L'aereo stava effettuando un volo notturno volando troppo basso e al di fuori delle normali vie di avvicinamento. 45 persone delle 88 a bordo perirono.
- il 20 agosto 1962: un Douglas DC-8-33 con codice identificativo PP-PDT in volo da Rio de Janeiro-Galeão a Lisbona superò la pista cadendo nell'oceano durante un tentativo di decollo. Delle 105 persone a bordo 15 morirono.
- il 14 dicembre 1962: un Lockheed L-049 Constellation con codice identificativo PP-PDE in volo da Belém-Val de Cães a Manaus-Ponta Pelada si schiantò nella giungla, durante un avvicinamento notturno e per cause sconosciute, a circa 45 km da Manaus in località Paraná da Eva. Tutte le 50 persone a bordo perirono.

### Dirottamenti
- il 2 dicembre 1959: il Lockheed L-049/149 Constellation con codice identificativo PP-PCR operante il volo 246 tra Rio de Janeiro-Santos Dumont a Belém-Val de Cães, con a bordo 44 persone tra passeggeri ed equipaggio, fu sequestrato, dirottato da ufficiali dell'Aeronautica Militare Brasiliana e fatto atterrare ad Aragarças, nello Stato di Goiás. Il loro obiettivo era di usare l'aereo per bombardare gli edifici governativi a Rio de Janeiro, per incominciare una ribellione contro il Presidente Juscelino Kubitschek de Oliveira. La rivolta fallì dopo 36 ore e fu ordinato al velivolo di raggiungere Buenos Aires dove i dirottatori richiesero asilo. Non ci furono vittime.